# 670. grenadirski polk (Wehrmacht)
670. grenadirski polk (izvirno nemško 670. Grenadier-Regiment; kratica 670. GR) je bil pehotni polk Heera v času druge svetovne vojne.

## Zgodovina
Polk je bil ustanovljen 15. oktobra 1942 in dodeljen 371. pehotni diviziji. Januarja 1943 je bil polk uničen v Stalingradu.
Ponovno je bil ustanovljen 19. februarja 1944.